# Pierre Poveda Castroverde
Pedro Poveda Castroverde (3 décembre 1874 - fusillé le 28 juillet 1936), est un prêtre espagnol, fondateur de l'Institution Thérésienne (es) pour la formation des professeurs laïcs et chrétiens. Fusillé en 1936, il a été canonisé en 2003 par le pape Jean-Paul II.

## Biographie

### Enfance et entrée au séminaire
Pedro Poveda est né le 3 décembre 1874 à Linares en Espagne, dans la Province de Jaén.
Il commence ses études au séminaire de Jaén en 1889, mais doit les interrompre à cause de difficultés financières. Il se rend alors à Grenade où l'évêque lui offre une bourse pour pouvoir les poursuivre.

### Ses débuts comme prêtre
Pedro est ordonné prêtre le 17 avril 1897 et prépare une licence de théologie qu'il obtient en 1900 à Séville. Il commence alors son ministère à Guadix, tout en visitant les pauvres. Il découvre en périphérie de la ville des habitants vivant dans des grottes (car ils n'ont pas les moyens d'habiter en ville). Il construit à leur intention une école pour les petits, des ateliers pour les adultes, il dispense à tous une formation chrétienne.
Il va jusqu'à s'installer lui aussi dans une grotte pour vivre plus proche de cette population. Il voyage dans la province et jusqu'à Madrid afin de collecter des fonds pour son école et organiser des Conférences de Saint-Vincent-de-Paul.
Convaincu de l'importance de l'éducation pour les populations pauvres, il fonde, à leur intention, les Écoles du Sacré-cœur. Mais il rencontre des réticences (dans la population) et doit interrompre cette activité. Il part alors dans le nord de l'Espagne, au sanctuaire marial de Covadonga. C'est pour lui un temps fort de prière et de réflexion.
C'est à cette époque qu'il étudie les rapports entre l'Église et la société de son temps, il pense que les laïcs chrétiens ont un rôle très important à jouer pour construire un monde plus juste. Il écrit de nombreuses brochures à ce sujet, participe à des sessions d'étude et de controverse théologiques à l'université d'Oviedo. Il affirme qu'« Il n’est pas possible de croire et en même temps de se taire ».
Faisant toute confiance aux jeunes, qu'il déclare « capables de transformer le monde », il ouvre une résidence pour étudiants, l'Académie de Sainte Thérèse d'Avila à Oviedo en 1911, qui est le point de départ de l'Institution Thérésienne qu'il fondera pour la formation spirituelle et missionnaire des professeurs.
En 1912 il rejoint l'Union Apostolique des Prêtres Séculiers, rédige des articles sur le manque d'enseignants et ouvre une école de formation des maitres. Il retourne également au séminaire de Jaen pour y enseigner et assurer le rôle de directeur spirituel du centre Los Operatorios Catechetical. Il enseigne également la religion aux futurs enseignants.

### Le fondateur
En 1911 Pedro Poveda fonde l'Académie Sainte-Thérèse-d'Avila à Oviedo afin de former des jeunes femmes au métier d'institutrices. Il nomme son organisation "Institution Thérésienne", voulant s'appuyer sur Thérèse d'Avila, docteur de l'Église et maîtresse de prière. Son but est de permettre aux femmes d'amener une transformation humaine de la société, en concordances avec les valeurs chrétiennes, en particulier dans le domaine de la culture et de l'éducation.
En 1913 il rencontre Josefa Segovia qui devient sa première collaboratrice et la première directrice de l'Institution. C'est elle qui présente l'œuvre au pape Pie IX en 1924 et qui sera, après la mort du fondateur, le principal moteur de l'expansion de l'association.
En 1914 le père Poveda ouvre à Madrid la première résidence universitaire pour jeunes filles. Par la suite il en ouvre d'autres dans les autres villes universitaires espagnoles.
En 1921 il est nommé aumônier du Palais Royal. L'année suivante, tout en continuant de travailler avec l'Association Thérésienne, il est nommé au Bureau Central de Lutte contre l'Illettrisme. En 1924, son association "Institution Thérésienne" reçoit l'approbation du pape, elle peut alors s'étendre au Chili et en Italie.

### La guerre d'Espagne
Quelques jours avant son arrestation il écrit : « Maintenant plus que jamais, nous devons étudier la vie des premiers chrétiens afin d'apprendre d'eux comment se comporter dans les temps de persécution. Voyez comment ils ont obéi à l'Église, comment ils ont confessé le Christ, comment ils se sont préparés au martyre, comment ils priaient pour leurs bourreaux et leur ont pardonné ».

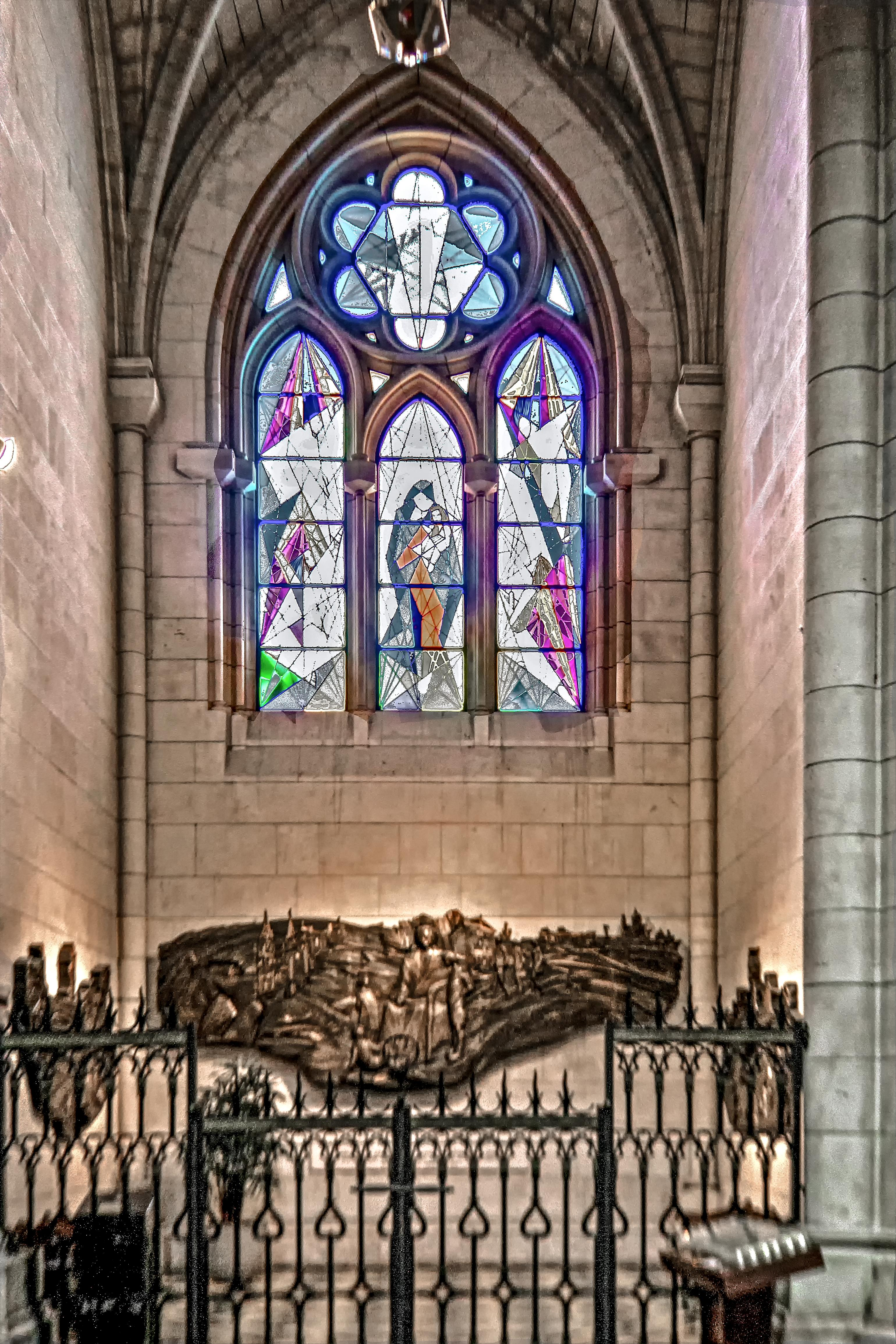
La chapelle Saint-Pierre-Poveda avec un relief en bronze, cathédrale de l'Almudena, Madrid.

Pendant la guerre d'Espagne, lors des persécutions religieuses de 1936, il est interpellé par des miliciens républicains qui viennent le chercher à son domicile. Lorsqu'ils lui demandent son identité, il leur répond : « Je suis prêtre du Christ ». Il est arrêté, jugé sommairement et fusillé le même jour, le 28 juillet 1936.

## Béatification et canonisation
Il est déclaré vénérable le 21 décembre 1992, puis béatifié par le pape Jean-Paul II le 10 octobre 1993.
Le pape Jean-Paul II, lors de son déplacement à Madrid le 4 mai 2003 canonise le père Pedro Poveda. Le pape dira de lui : « Le Père Pedro conclut son existence en la couronnant par le martyre ».
Sa fête est fixée au 28 juillet.
Son corps repose dans la chapelle du centre Sainta-María de Los Negrales, de l'Institution thérésienne, dans la sierra de Guadarrama, à 45 km de Madrid. Par ailleurs, une chapelle lui est dédiée à la cathédrale de l'Almudena de la capitale espagnole.

## L'Institution Thérésienne

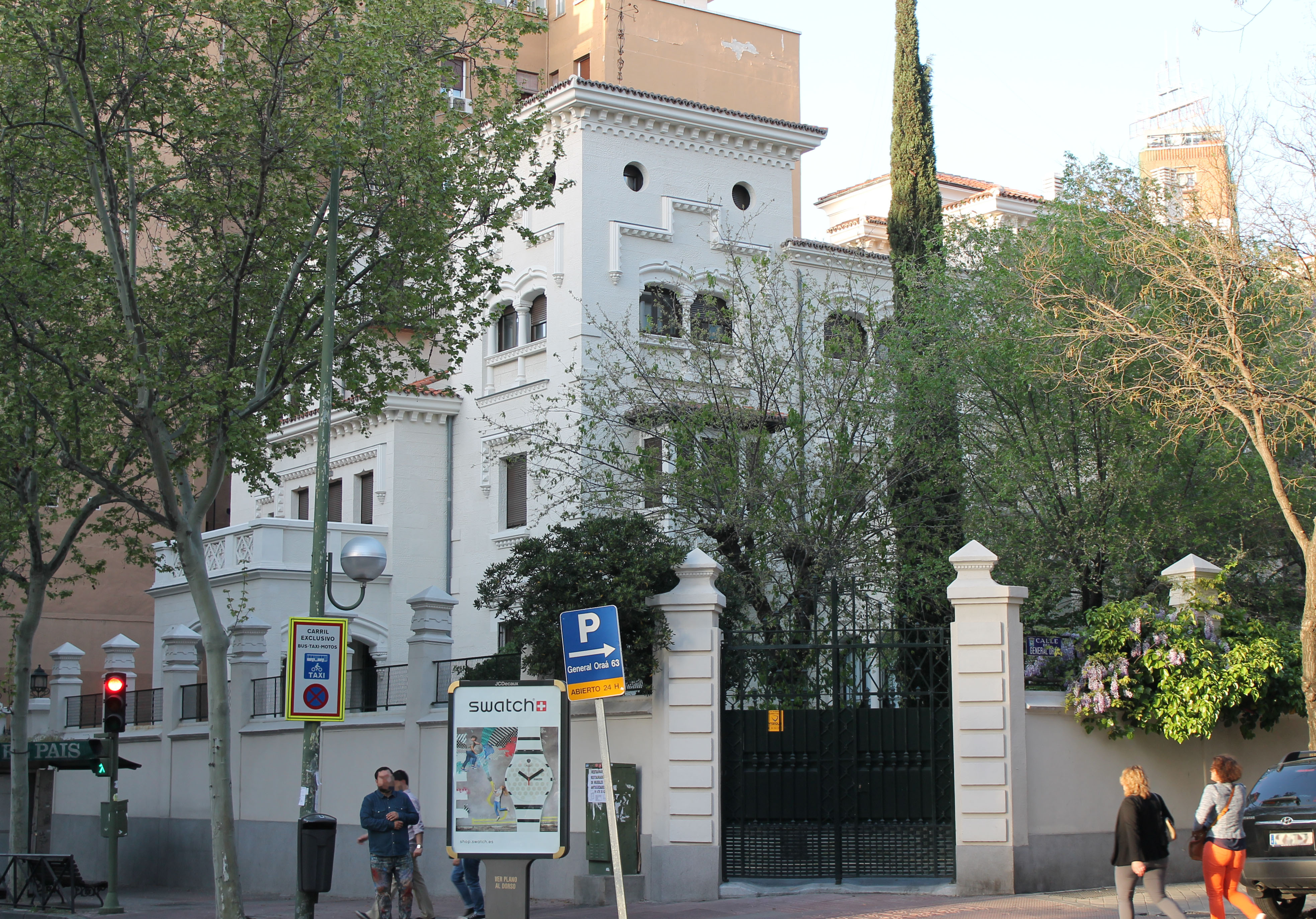
Maison mère de l'Institution Thérésienne sur la place José Goyanes Capdevila, Madrid.

C'est en 1913 que le Père Poveda rencontre Josefa Segovia qui sera sa première collaboratrice et la première directrice de l'Institution. C'est elle qui présente l'œuvre au pape Pie IX, lequel l'approuve en 1924 comme Pieuse Union Primaire. Après la mort du fondateur (en 1936), Josefa Segovia est le principal moteur de l'expansion de l'association.
Le 21 novembre 1990, le Conseil Pontifical pour les Laïcs décrète la reconnaissance de l’Institution Thérésienne comme association internationale de fidèles de droit pontifical. Actuellement, celle-ci compte quelque 4 100 membres et est présente dans 32 pays : Afrique, Amérique du Nord, Amérique du Sud, Asie, Europe, Moyen-Orient.
L'œuvre dirige des écoles, des résidences universitaires, des centres de formation, des organisations de jeunes, une maison d'édition et de nombreux programmes de coopération internationaux.